# Can't Get It Out of My Head
«Can't Get It Out of My Head» es una canción del grupo británico Electric Light Orchestra, publicada en el álbum de estudio Eldorado (1974). La canción, compuesta por Jeff Lynne, fue también publicada como el primer sencillo del álbum.

## Grabación
Tras «Eldorado Overture», «Can't Get It Out of My Head» es la segunda canción de Eldorado, el primer álbum conceptual de la Electric Light Orchestra. La canción se convirtió en el primer sencillo en alcanzar los diez primeros puestos de la lista Billboard Hot 100 al llegar al puesto nueve, y ayudó a impulsar la popularidad del grupo en los Estados Unidos. Sin embargo, en el Reino Unido, tanto el sencillo como el álbum no entraron en ninguna lista de éxitos. En 1978, la canción fue incluida en el EP de cuatro temas ELO EP, que alcanzó el puesto 34 en la lista británica UK Albums Chart. La canción ha sido posteriormente incluida en numerosos recopilatorios del grupo.
En 2012, Lynne regrabó la canción y publicó una nueva versión en Mr. Blue Sky: The Very Best of Electric Light Orchestra, un recopilatorio con regrabaciones de canciones de la ELO.

## Posición en listas
| País           | Lista                                      | Posición |
| -------------- | ------------------------------------------ | -------- |
| Australia      | Australian Kent Music Report Singles Chart | 59       |
| Países Bajos   | GfK                                        | 20       |
| Francia        | SNEP Singles Chart                         | 5        |
| Estados Unidos | Billboard Hot 100                          | 9        |
| Estados Unidos | Cashbox Top 100 Singles                    | 14       |
| Estados Unidos | Record World Singles                       | 23       |
| Estados Unidos | Billboard Year-End                         | 81       |